# Shadow of the Moon
Shadow of the Moon is het eerste studioalbum van Blackmore's Night.

## Nummers
1. "Shadow of the Moon" - 5:06
2. "The Clock Ticks On" (volksmelodie) - 5:15
3. "Be Mine Tonight" - 2:51
4. "Play, Minstrel, Play" (volksmelodie) - 3:59
5. "Ocean Gypsy" (Michael Dunford, Betty Thatcher) - 6:06
6. "Minstrel Hall" (Blackmore) - 2:36
7. "Magical World" (volksmelodie) - 4:02
8. "Writing on the Wall" (volksmelodie) - 4:35
9. "Renaissance Faire" (volksmelodie) - 4:16
10. "Memmingen" (Blackmore) - 1:05
11. "No Second Chance" - 5:39
12. "Mond Tanz" (Blackmore) - 3:33
13. "Spirit of the Sea" - 4:50
14. "Greensleeves" (volksmelodie) - 3:47
15. "Wish You Were Here" (L. Teijo) - 5:02
16. "Possum's Last Dance" (Blackmore) - 2:42

Alle nummers geschreven door Ritchie Blackmore en Candice Night, behalve daar waar dit anders is aangegeven.